# Пајкс Крик (Пенсилванија)
Пајкс Крик (енгл. Pikes Creek) насељено је место без административног статуса у америчкој савезној држави Пенсилванија.

## Демографија
По попису из 2010. године број становника је 269.
| Група             | 2000.    | 2010.       |
| Белци             | 0 (0,0%) | 263 (97,8%) |
| Афроамериканци    | 0 (0,0%) | 0 (0,0%)    |
| Азијати           | 0 (0,0%) | 1 (0,4%)    |
| Хиспаноамериканци | 0 (0,0%) | 5 (1,9%)    |
| Укупно            | 0        | 269         |